# Hemmelig mission
Hemmelig mission (russisk: Секретная миссия) er en sovjetisk film fra 1950 af Mikhail Romm.

## Medvirkende
- Nikolaj Komissarov
- Sergej Vetjeslov som Gawrey
- Jelena Kuzmina som Marta Shirke
- Aleksej Gribov
- Aleksandr Tjeban